# Enno Walther Huth

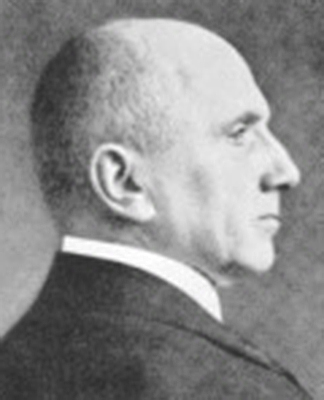
Enno Walther Huth (1928)

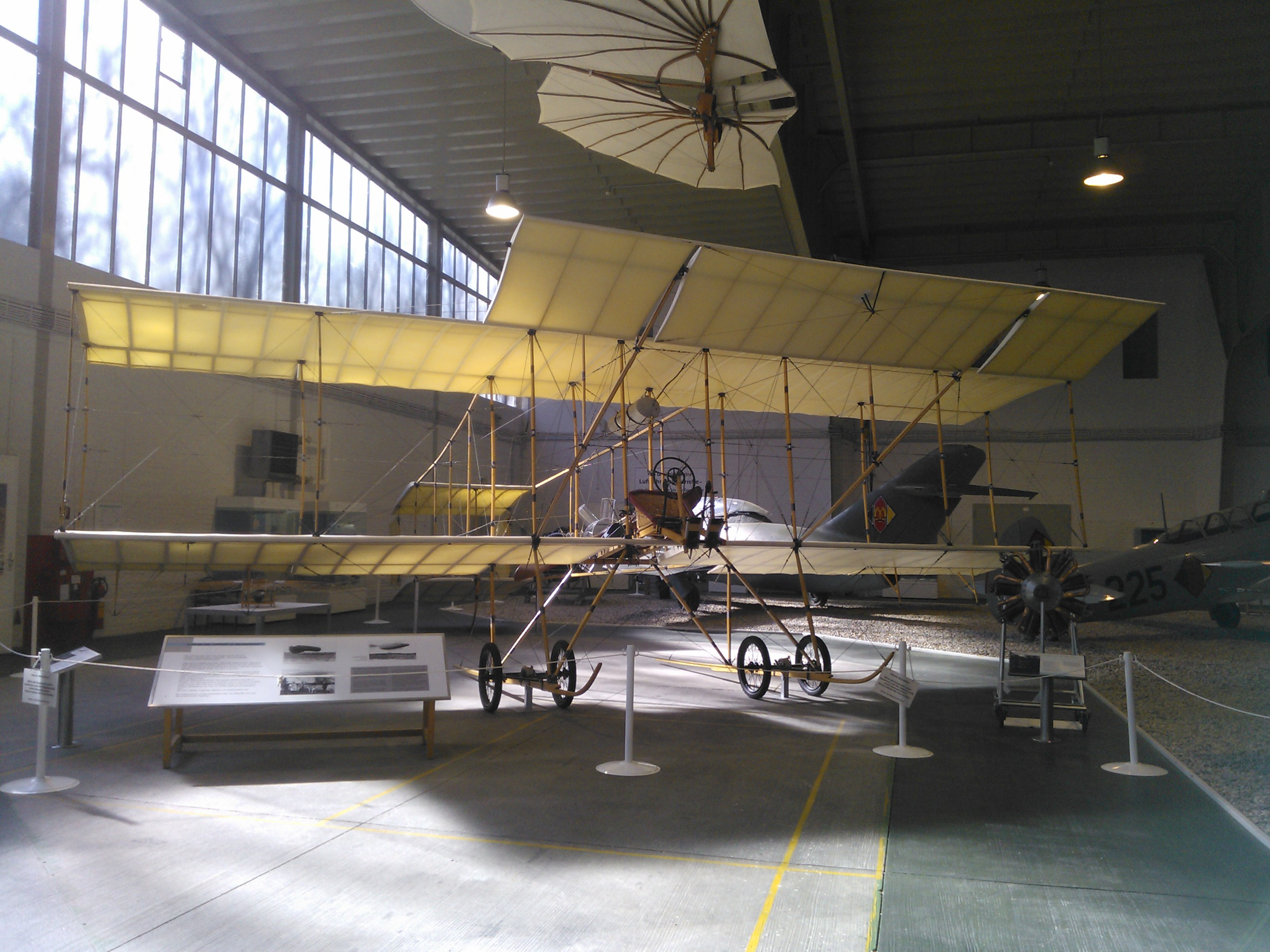
Farman III Model 1910, Nachbau des ersten deutschen Militärflugzeugs von 1910 im Militärhistorischen Museum Flugplatz Berlin-Gatow, das Huth vor der Übernahme durch die Heeresverwaltung zuerst auf eigene Kosten importierte und für die Militärpilotenausbildung zur Verfügung stellte.

Enno Walther Huth (* 8. Oktober 1875 in Altenburg; † 31. Mai 1964 in Frankfurt am Main) war deutscher Offizier, Naturwissenschaftler und Pionier der Luftfahrtindustrie.

## Leben
Huth war Sohn des preußischen Majors Johann Ernst (1832–1897) und dessen Frau Emilie (1838–1921). Zunächst schlug er die in der Familie traditionelle militärische Laufbahn ein. Im Jahr 1905 heiratete er Elsa Bachstein (1878–1968), Tochter des Eisenbahnunternehmers Hermann Bachstein. Als Offizier verließ er nach 13 Jahren Dienst die Armee und studierte von 1908 bis 1912 Naturwissenschaften, im Schwerpunkt Biologie. Das Studium schloss er mit der Promotion zum Dr. phil. ab.
1909 traf Huth in Berlin auf den französischen Flugpionier Hubert Latham. Bei Huth entstand der Wunsch, Flugzeuge in Deutschland zu produzieren. Er gründete dazu die Albatros Flugzeugwerke am Flugplatz Berlin-Johannisthal. Zuerst importierte er im Winter 1909/1910 über sein Unternehmen drei französische Flugzeuge; je einen ein- und zweisitzigen Antoinette-VII-Eindecker und einen Farman-III-Doppeldecker, die aber in seinem persönlichen Besitz blieben. Diese Maschinen verwendete er als Schulflugzeuge und als Muster für den Lizenz-Nachbau in den Albatroswerken. Um mit der deutschen Militärverwaltung ins Geschäft zu kommen, lieh Huth die aus Frankreich importierte Farman-Maschine samt seinem Chauffeur Simon Brunnhuber als Fluglehrer zur Militärpilotenausbildung auf dem Flugplatz Döberitz aus. Die Farman-Maschine wurde im Laufe der Schulungen am 18. Dezember 1910 von der Heeresverwaltung angekauft. Sie war unter der Heeresbezeichnung „B 1“ das erste deutsche Militärflugzeug.
Später entwarf Huth teils gemeinsam mit Konstrukteuren wie Ernst Heinkel oder Hellmuth Hirth eigene Maschinen. Im Ersten Weltkrieg fanden die Flugzeuge der Albatros-Flugzeugwerke großen Absatz und wurden wegen ihrer Qualität und Leistungsfähigkeit hoch geschätzt, gerade die einsitzigen D-Flugzeuge. Huth war im Generalstab als Nachrichtenoffizier der Obersten Heeresleitung tätig.
Nachdem der deutsche Flugzeugbau im Zuge des Versailler Vertrages stark eingeschränkt worden war, gründete Huth am 20. Januar 1920 die Johannisthaler Filmanstalt GmbH, um die Werkhallen in das „größte Filmatelier der Welt“ umzubauen (JOFA-Atelier).
Huth war von 1927 bis 1929 Vorsitzender im Reichsverband der deutschen Luftfahrtindustrie.
Seit 2002 ist im Berliner Ortsteil Johannisthal die Walther-Huth-Straße nach ihm benannt; auf dem Gelände des ersten deutschen Flugplatzes.

## Schriften
- Enno Walther Huth: Vernunft und Kultur. Gedanken über unsern Werdegang bis Einstein. Lißner, Berlin 1920 (95 Seiten).